# Quantificació canònica
En física, la quantificació canònica és un procediment per quantificar una teoria clàssica, mentre intenta preservar l'estructura formal, com ara les simetries, de la teoria clàssica, en la major mesura possible.
Històricament, aquest no va ser el camí de Werner Heisenberg per a l'obtenció de la mecànica quàntica, però Paul Dirac la va introduir en la seva tesi doctoral de 1926, el «mètode de l'analogia clàssica» per a la quantització, i ho va detallar en el seu text clàssic. La paraula canònica sorgeix de l'aproximació hamiltoniana a la mecànica clàssica, en la qual la dinàmica d'un sistema es genera mitjançant claudàtors de Poisson canònics, una estructura que només es conserva parcialment en la quantificació canònica.
Aquest mètode va ser utilitzat encara més en el context de la teoria quàntica de camps per Paul Dirac, en la construcció de l' electrodinàmica quàntica. En el context de la teoria de camps, també s'anomena segona quantització de camps, en contrast amb la primera quantificació semiclàssica de partícules individuals.

## Història
Quan es va desenvolupar per primera vegada, la física quàntica tractava només de la quantificació del moviment de les partícules, deixant el camp electromagnètic clàssic, d'aquí el nom de mecànica quàntica.
Més tard també es va quantificar el camp electromagnètic, i fins i tot les mateixes partícules es van representar mitjançant camps quantificats, donant lloc al desenvolupament de l'electrodinàmica quàntica (QED) i la teoria quàntica de camps en general. Així, per convenció, la forma original de la mecànica quàntica de partícules es denota primera quantificació, mentre que la teoria quàntica de camps es formula en el llenguatge de la segona quantificació.

## Primera quantificació
La següent exposició es basa en el tractat de mecànica quàntica de Dirac. En la mecànica clàssica d'una partícula, hi ha variables dinàmiques que s'anomenen coordenades (x) i moments (p). Aquests especifiquen l'estat d'un sistema clàssic. L'estructura canònica (també coneguda com a estructura simplèctica) de la mecànica clàssica consisteix en claudàtors de Poisson que inclouen aquestes variables, com ara {x, p} = 1. Totes les transformacions de variables que conserven aquests parèntesis es permeten com a transformacions canòniques en mecànica clàssica. El moviment en si és una transformació canònica.

## Segona quantització: teoria de camps
La mecànica quàntica va tenir èxit a l'hora de descriure sistemes no relativistes amb un nombre fix de partícules, però es necessitava un nou marc per descriure sistemes en què es poden crear o destruir partícules, per exemple, el camp electromagnètic, considerat com una col·lecció de fotons. Finalment es va adonar que la relativitat especial era incompatible amb la mecànica quàntica d'una sola partícula, de manera que ara totes les partícules es descriuen relativistament pels camps quàntics.
Quan s'aplica el procediment de quantificació canònica a un camp, com ara el camp electromagnètic, les variables de camp clàssiques es converteixen en operadors quàntics. Així, els modes normals que comprenen l'amplitud del camp són oscil·ladors simples, cadascun dels quals es quantifica en la primera quantificació estàndard, a dalt, sense ambigüitat. Els quants resultants s'identifiquen amb partícules o excitacions individuals. Per exemple, els quants del camp electromagnètic s'identifiquen amb fotons. A diferència de la primera quantificació, la segona quantificació convencional és completament inequívoca, de fet un funtor, ja que el conjunt constituent dels seus oscil·ladors es quantifiquen sense ambigüitats.